# Associazione Calcio Crema 1938-1939
Questa pagina raccoglie le informazioni riguardanti l'Associazione Calcio Crema nelle competizioni ufficiali della stagione 1938-1939.

## Stagione
Nella stagione 1938-1939 il Crema ha disputato il girone C del campionato di Serie C. Con 21 punti in classifica si è piazzato in dodicesima posizione.

## Rosa
| N. |                   | Ruolo | Calciatore           |
| -- | ----------------- | ----- | -------------------- |
|    | Italia (bandiera) | P     | Pietro Vannucchi     |
|    | Italia (bandiera) | D     | Ulderico Meanti (II) |
|    | Italia (bandiera) | D     | Annibale Razzini     |
|    | Italia (bandiera) | D     | Francesco Rivolta    |
|    | Italia (bandiera) | D     | Francesco Scalvi     |
|    | Italia (bandiera) | D     | Felice Stabilini     |
|    | Italia (bandiera) | D     | Primo Tarenzi        |
|    | Italia (bandiera) | C     | Luigi Cattaneo       |
|    | Italia (bandiera) | C     | Giovanni Marin       |

| N. |                   | Ruolo | Calciatore         |
| -- | ----------------- | ----- | ------------------ |
|    | Italia (bandiera) | C     | Francesco Ricci    |
|    | Italia (bandiera) | C     | Enrico Rivolta     |
|    | Italia (bandiera) | C     | Giuseppe Rota      |
|    | Italia (bandiera) | C     | Ugo Sallustio      |
|    | Italia (bandiera) | A     | Mario Biasini      |
|    | Italia (bandiera) | A     | Giuseppe Cadregari |
|    | Italia (bandiera) | A     | Tarcisio Camerin   |
|    | Italia (bandiera) | A     | Natale De Carli    |
|    | Italia (bandiera) | A     | Aldo Morosini      |